# Bartomeu Massot i Guillamet
Bartomeu Massot i Guillamet   (Figueres, 1923 - Barcelona, 1974) fou un pintor empordanès.

## Biografia
Bartomeu Massot va néixer a Figueres l'any 1923 en una família de la petita burgesia. Va Estudiar amb l'aquarel·lista Ramon Reig i amb el mestre Bonaterra a Figueres, i després a la Llotja de Barcelona, a l'Escola de Belles Arts de Sant Jordi i a l'Escola del Louvre, tot i que a vegades se l'ha descrit com un autor autodidacta. Juntament amb Casellas, Curós, Massanet, Torres, Vallés i Xargay funda el Grup Indika, definit com a col·lectiu d'artistes d'avantguarda de les comarques gironines.
Fou un pintor de fort temperament que es mostrava a les seves obres, ja que sempre utilitzava colors càlids i temperats per la seva emotiva personalitat. Va ser molt proper i amic de Salvador Dalí i del poeta Fages de Climent. Va exposar-se en galeries de Catalunya (Figueres), de Suècia (Estocolm), de Benidorm i de França.
L'any 2008 La Fontana d'Or redescobreix a aquest pintor dedicant-li una exposició amb una seixantena d'obres de l'artista.
En continu diàleg amb els creadors del seu temps l'obra de Massot constitueix una reflexió sobre el llenguatge artístic, en la recerca dels seus límits i les seves possibilitats.
Encara que l'obra de Massot és considerada impressionista en una primera època, la seva evolució artística el porta a l'informalisme, inclús amb anterioritat a pintors més coneguts com els del grup del Dau al Set (Tàpies, Tharrats o Cuixart).
L'any 2018 l'Ajuntament de Figueres va adquirir una nova obra que es va exhibir directament a la col·lecció del Museu de l'Empordà. Però aquesta va ser retirada a finals del mateix any. L'obra li va costar un total de mil euros i era una obra del període de formació de l'artista, mentre era alumne de Ramon Reig i Corominas.
El seu art, segons el llibre de l'exposició homenatge que van fer a Figueres, es definit com a sensorial: tot allò que sent l'artista, com podria sentir-lo qualsevol persona, sentiments com la passió, l'amor, l'angoixa... Massot les sabia traslladar a la seva pintura. També afirmen que ell com artista tots aquests sentiments els sentia més forta i purament que no pas altres persones.
Bartomeu Massot és concebut com un dels màxims exponents de l'art abstracte empordanès, el més significatiu i més agosarat de la seva època.
Segons la Isabel-Clara Simó, que tot i no ser cap entesa en l'art, era amiga d'en Bartomeu Massot, la seva obra tenia un a essència, que ella podia veure en altres pintors, tot i que no es coneixien entre ells. Tot i no ser coneixedora d'art es quedava parada en veure aquest estil Massot com el descriu ella i es quedava pensant: que hauria fet en Bartomeu Massot si en comptes d'haver-se quedat reclòs a Figueres durant tota, o quasi tota la seva vida, hauria tingut més influències i hauria pogut veure més artistes.
Bartomeu Massot no va triomfar en vida; segons l'Isabel-Clara Simó podria haver estat per la seva personalitat tan oberta, tan riallera, i poc calculadora la que va fer que no pogués triomfar.
La seva obra li va servir a la poeta Maria Àngels Anglada per il·lustrar el seu llibre de poemes El Bruel de Castelló, publicat l'any 1996.

## Etapes

### Primera etapa pictòrica (1946 - 1954)
En aquesta primera etapa el classifiquem com un pintor paisatgista, encara influït per l'escola de Bonaterra i Reig. Però es pot veure com de mica en mica va passant d'aquest paisatgisme a una etapa més expressionista, que es pot veure en obres com: Autoretrat, Pintura de la nena blava i el Retrat de l'avi mort. Aquest expressionisme va evolucionant cap a una abstracció, començant una nova etapa pictòrica l'any 1955.
L'any 1949, Massot estava absolutament segur d'allò que volia fer i que allò que faria seria molt important per tota la pintura del país. Aquesta convicció va ser la que li va donar força per superar totes les adversitats que va tenir al llarg de la seva carrera pictòrica.

### Segona etapa pictòrica (1955/1956 - 1960)
En aquesta segona etapa passa de l'expressionisme en el que va iniciar-se cap a l'abstracció. Aquest canvi es pot veure més des del moment en què va a París l'any 1956 - 1957, allà va poder veure obres constructivistes i, va rebre les influències de Vassili Kandinski. Com a exemple d'aquesta evolució pictòrica de l'autor, va pintar una sèrie de pintures informalistes conegudes com a Formes de l'espai. Aquesta etapa pictòrica de l'abstracció la podríem cloure l'any 1960 que comença a fer pintures de gran format. És en aquesta etapa en la qual Bartomeu Massot allibera totes les seves energies físiques i psíquiques, on treballa amb el color i una vigorosa intensitat i, tot i que també s'hi poden veure línies a les seves composicions pictòriques, és una línia amb molta energia i llibertat.
Massot va establir relació amb Pablo Picasso en el seu taller de París i en aquests anys podem apreciar també diversos retrats de personatges amb fortes influències cubistes.
Bartomeu Massot afirma que gràcies a l'abstracció va anar cap a una llibertat en la pinzellada i amb aquesta pinzellada va poder crear Paisatges espacials, que serà la seva pintura més creativa feta fins l'època. Aquesta època es considera el moment més àlgid de la seva obra o, sinó el de la seva vida.
Bartomeu Massot, com Vassili Kandinski, pensava que la música era l'art més abstracte de totes, per aquest motiu, busca una aliança entre l'esperit musical i l'expressió plàstica en la seva forma de pintura que era l'abstracte.
Concep el color com una forma de transmetre unes vibracions i unes melodies impossibles de poder definir en altre llenguatge que no sigui el pictòric. Amb aquesta afirmació que va fer Barotmeu Massot podem veure la clara influència de Kandinski. Tanmateix concep el color quelcom una grafia plena d'harmonia, fent una similitud entre el color o la pintura i l'art musical, igual que Kandinski.
Aquesta idea d'unió entre pintura i música, la té molt en compte, ja que per ell és molt important el jazz i una de les definicions que més s'apropa al pensar en el jazz és la d'improvisació, com el que volia arribar a fer ell en les seves obres. D'altra banda, també volia aconseguir els registres cromàtics, la força tímbrica dels instruments emprats, el ritme acurat, la interpretació rigorosa i el perfeccionament dels Jazzmen per poder transportar-lo al paper i poder crear aquesta partitura pictòrica.
L'any 1959 va fer una sèrie de pintures anomenada Cases de París amb una voluntat de plantejar-se alguns problemes de composició i de color. Un cop va superar aquests problemes va anar cap a un altre forma pictòrica que és la d'action painting que començarà l'any 1960.

### Tercera etapa pictòrica (1960 - 1970)
En aquesta ètapa, va començar a fer pintures de gran format i d'una forma de fer-les que podríem considerar que és action painting. Aquesta és una etapa molt rica per la força que hi posa a les seves pintures, el color i la textura. És una etapa que esta plena d'experiències i de recerques. Sobre tot l'any 1964 que se'n va anar a viure a Suècia, on va descobrir un nou món i una forma de pensar que s'assemblava molt a la seva, s'assemblava a la seva psicologia. En aquesta etapa es considera que va ser quan va crear la seva obra més madura plena de serenor. Unes pintures que tenien un càlid contingut expressionista amb elements figuratius, però amb un to eròtic que de mica en mica s'anirà convertint en una pintura més poètica i lírica. Aquesta etapa va ser la que més va durar de totes les que havia passat, ja que va estar fent aquests tipus d'obres fins a l'any 1970 aproximadament.
Durant els tres primers anys d'aquesta etapa Bartomeu Massot fa tota mena d'assaigs i provatures; en fa tants que sembla que vulgui posar en qüestió la seva mateixa activitat de pintor. Durant aquesta època va crear una obra anomenada Espectre Solar (1961).
Durant els anys 1963 i 1965 pinta les seves obres més tranquil·les i poètiques, en les que podem observar la seva arribada a la maduresa.
En la seva estada a Estocolm es va sentir més comprès i respectat, tanmateix va fer moltes obres durant la seva estança allà. Durant els anys 1966-67 va aconseguir fer les seves obres més personals amb total llibertat. Durant aquests anys es pot veure com va crear les seves obres més virils i més intenses, amb una gran força i, fins i tot, actes de rebel·lia contra les actituds de la petita-burgesia.
En aquests anys va fer dos obres importants: Al·lucinació (1966) i Decadència (1967).
Es pot veure en aquestes dues obres que va ser un moment difícil per en Bartomeu Massot, però que tot i passar aquest moment difícil se'n va saber sortir molt bé segons diu el seu amic Ricard Ferrer. Precisament va ser aquest moment tan dur el que el va portar a fer una pintura més eròtica.

### Quarta etapa pictòrica (1970 - 1972)
Bartomeu Massot era un entusiasta del Jazz, per aquest motiu aquesta etapa va estar molt influenciada pel Jazz, i va fer una suite pictòrica inspirada en The Comedy que interpretarà el Modern Jazz Quartet sobre melodies de John Lewis. Tot i que aquesta influència del Jazz li venia d'abans, ja que l'any 1953 va intentar fundar el Hot Club a Figueres, un club pensat per fer i escoltar Jazz.

### Última etapa pictòrica (1972 - 1974)
Aquesta va ser l'etapa més dura de totes, ja que les seves pintures expressaven dolor i soledat, que eren aquells sentiments pels quals estava passant. Molts autors han afirmat que revelen una premonició de la seva mort.
Aquesta última etapa de la seva obra és la més inquietant i la menys clara de totes les seves evolucions perquè veiem que en aquesta etapa té el perill de caure en la literatura.
Una de les obres en la que podem veure aquesta última etapa s'anomena Solitud Humana (1973). És la més cruel, la més terrible i emocionant de totes les obres que va fer en els dos últims anys.
Hem de tenir una de les frases que deia Bartomeu Massot El meu triomf és la meva obra de cada dia. Aquesta idea ens reafirma que tot el que va aconseguir ho va aconseguir en solitari. Va morir a Barcelona l'any 1974.